# Provincia de Gerona
Gerona (oficialmente en catalán: Girona) es una provincia española situada al nordeste de la comunidad autónoma de Cataluña, limita al norte con el departamento francés de Pirineos Orientales (Perpiñán), al oeste con Lérida y al sur con Barcelona. Tiene una población de 821 108 habitantes (INE 2024) y su capital es Gerona, donde vive un 12,97 % de la población total.

## Geografía
Limita con las provincias de Barcelona y Lérida y con Francia, así como con el mar Mediterráneo, contando con un exclave rodeado por Francia, el municipio de Llivia.
Entre los principales ríos de Gerona se encuentran el Ter, que es el más largo de la provincia, el Oñar, el Fluviá, el Muga, el Segre y el Tordera.
Con 48 000 árboles por kilómetro cuadrado, Gerona es, con notable diferencia, la provincia con mayor densidad de superficie forestal de toda España. Asimismo, con 283 millones de ejemplares, es la tercera provincia (en términos absolutos) con más hectáreas de territorio ocupadas por bosques.

## Historia

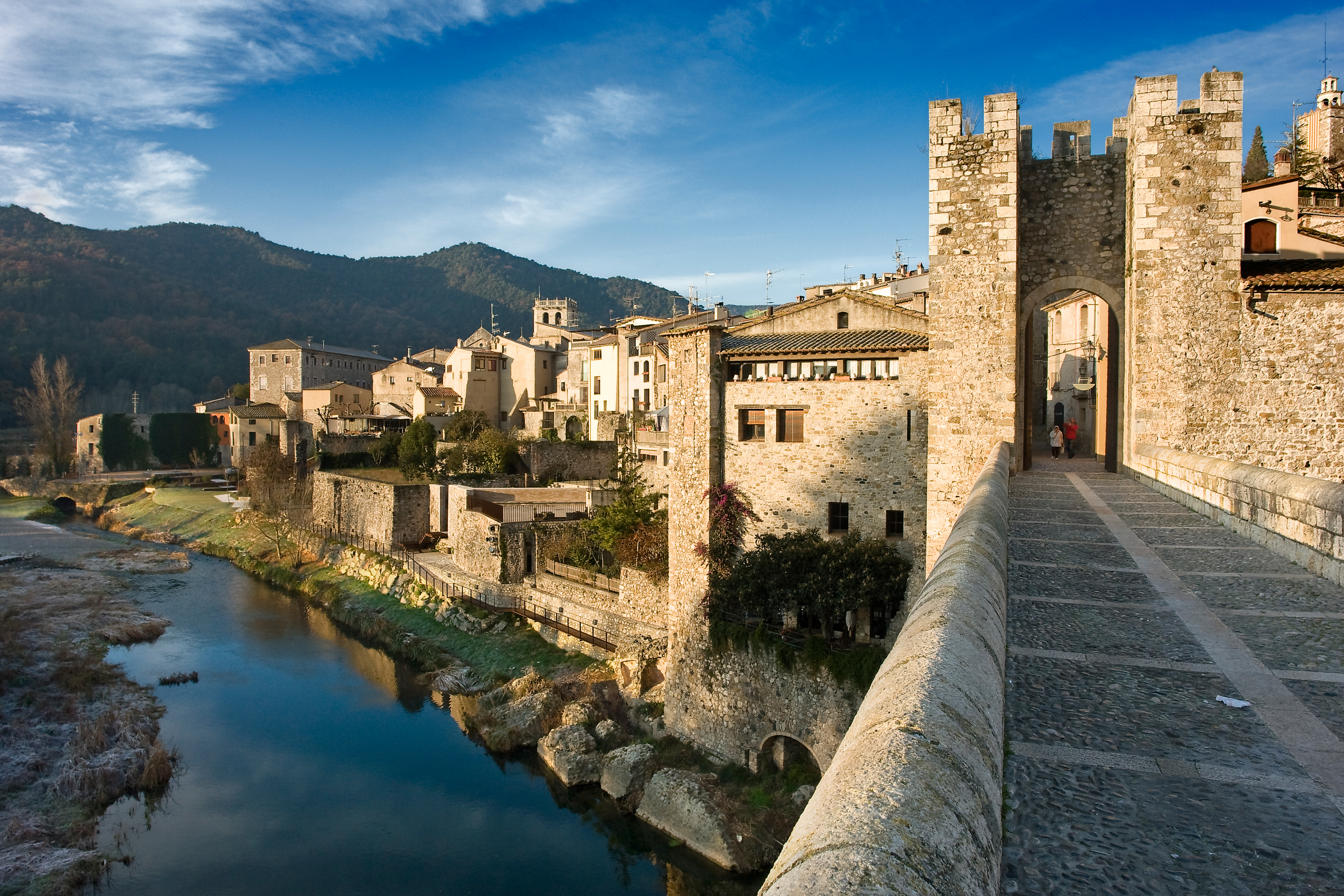
Besalú.

La división territorial de España en 1833, mediante real decreto de 30 de noviembre, supuso la división del territorio español en un total de 49 provincias, entre las que se encontraba la de Gerona. Por aquellas fechas tenía una población de 214 150 habitantes.
El nombre oficial de la provincia fue Gerona hasta 1992, fecha en la que se cambió por Girona, a la vez que se modificaba el de la provincia de Lérida por Lleida. Estas modificaciones fueron posteriores al cambio de nombre oficial de las respectivas capitales provinciales, que había sido llevado a cabo en la década anterior. Esto implicó igualmente el cambio de las letras de las matrículas de los vehículos a motor, de «GE» a «GI».

## Organización territorial

### Comarcas
La provincia de Gerona está dividida administrativamente en las siguientes comarcas:
- Alto Ampurdán
- Bajo Ampurdán
- Baja Cerdaña (mitad oriental, en las provincias de Gerona y Lérida)
- La Garrocha
- Gironés
- Osona (en las provincias de Gerona y Barcelona)
- Ripollés
- Pla de l'Estany
- La Selva (en las provincias de Gerona y Barcelona)

Los límites administrativos comarcales y provinciales no coinciden plenamente y existen algunos municipios que pertenecen administrativamente a alguna de las comarcas anteriores, pero no así a la provincia de Gerona. Este es el caso de Fogás de Tordera, que pertenece a la comarca de la Selva pero a la provincia de Barcelona. Por el contrario, los municipios de Espinelvas, Vidrá y Viladrau pertenecen a la comarca de Osona, pero a la provincia de Gerona.

### Partidos judiciales
Los partidos judiciales para la administración de justicia en la provincia son los siguientes:
- Figueras
- Gerona
- La Bisbal del Ampurdán
- Ripoll
- Santa Coloma de Farnés
- Olot
- Blanes
- San Felíu de Guixols
- Puigcerdá

## Demografía
La provincia tiene un total de 821 672 habitantes (INE 2024), siendo la tercera más poblada de Cataluña tras Barcelona y Tarragona. Se trata de la provincia con un mayor crecimiento de población en Cataluña, con un 40,3 % en los últimos veinte años, sumando casi 220 000 habitantes desde 1998.

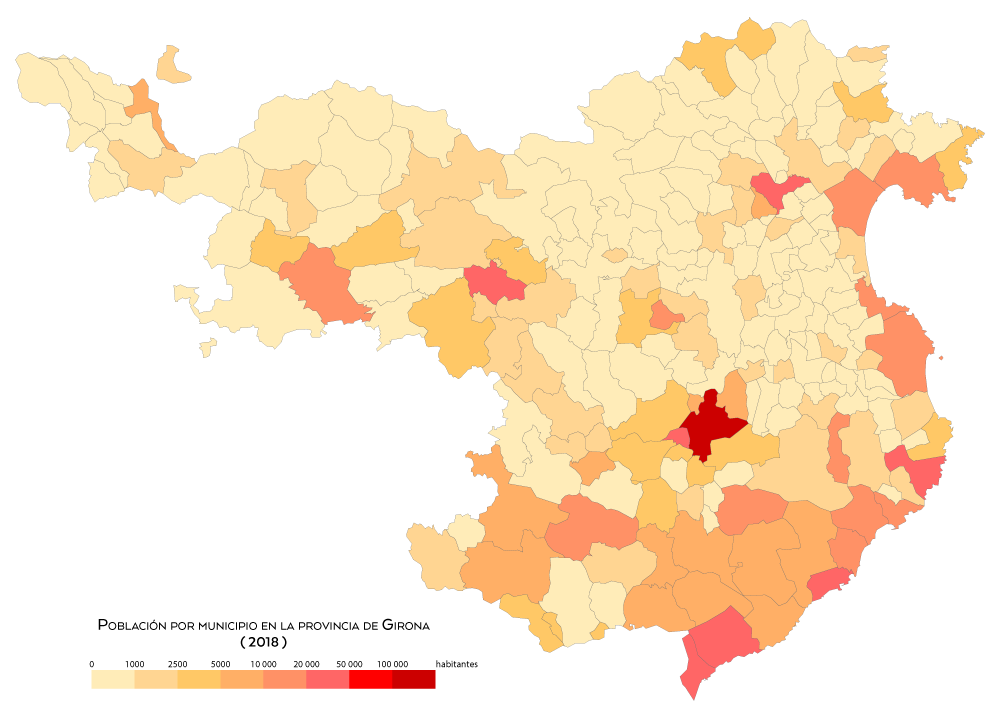
Población por municipio (2018)
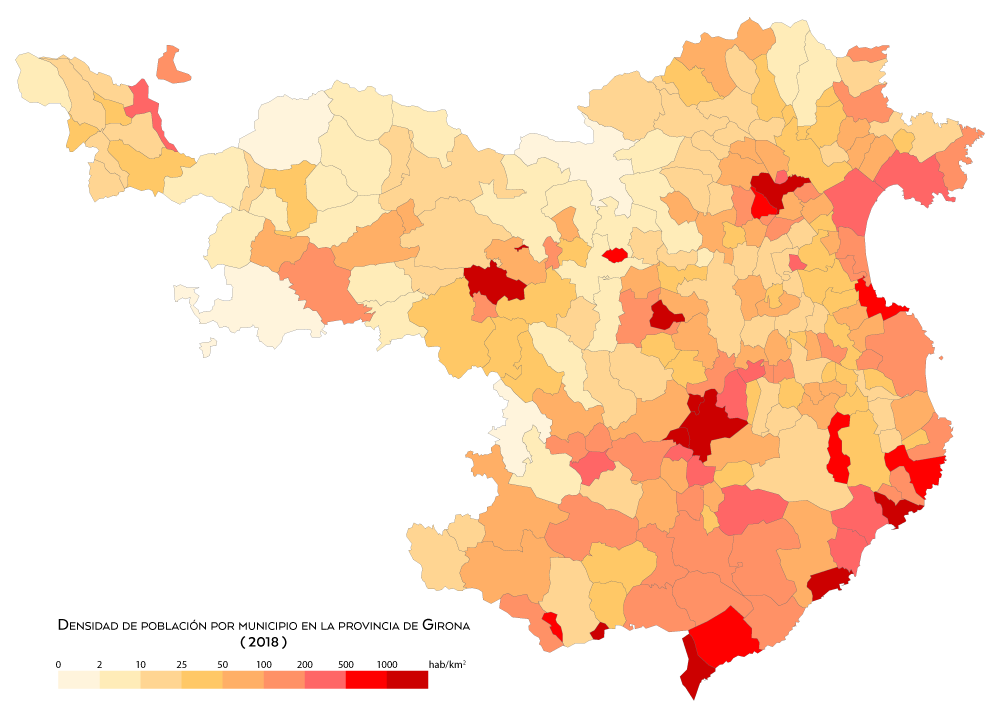
Densidad de población (2018)
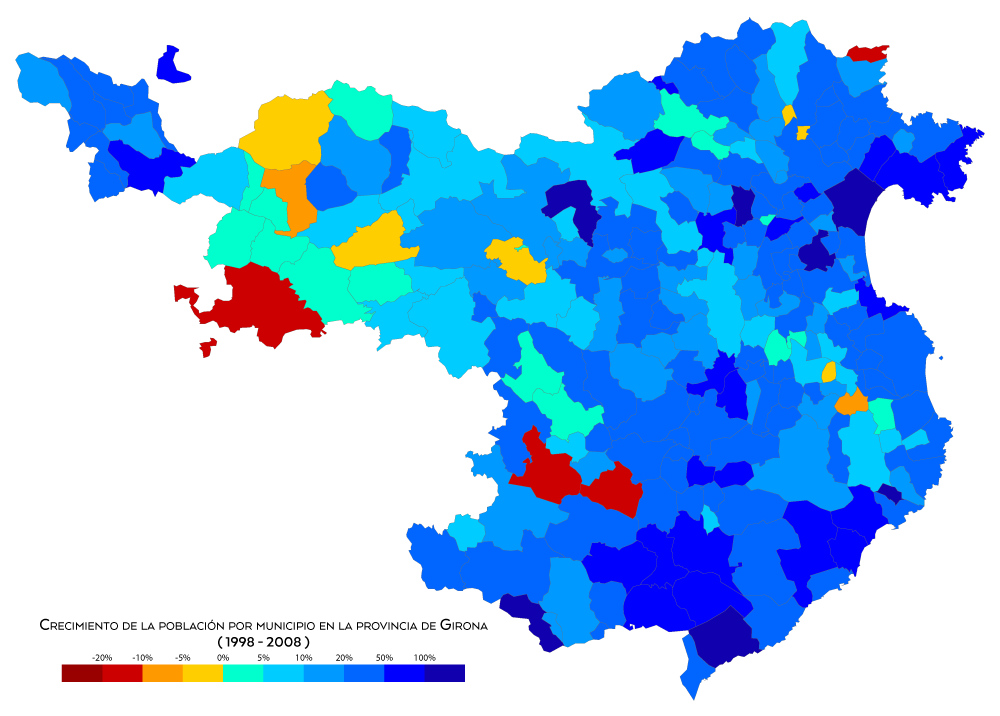
Crecimiento de la población entre 1998 y 2008
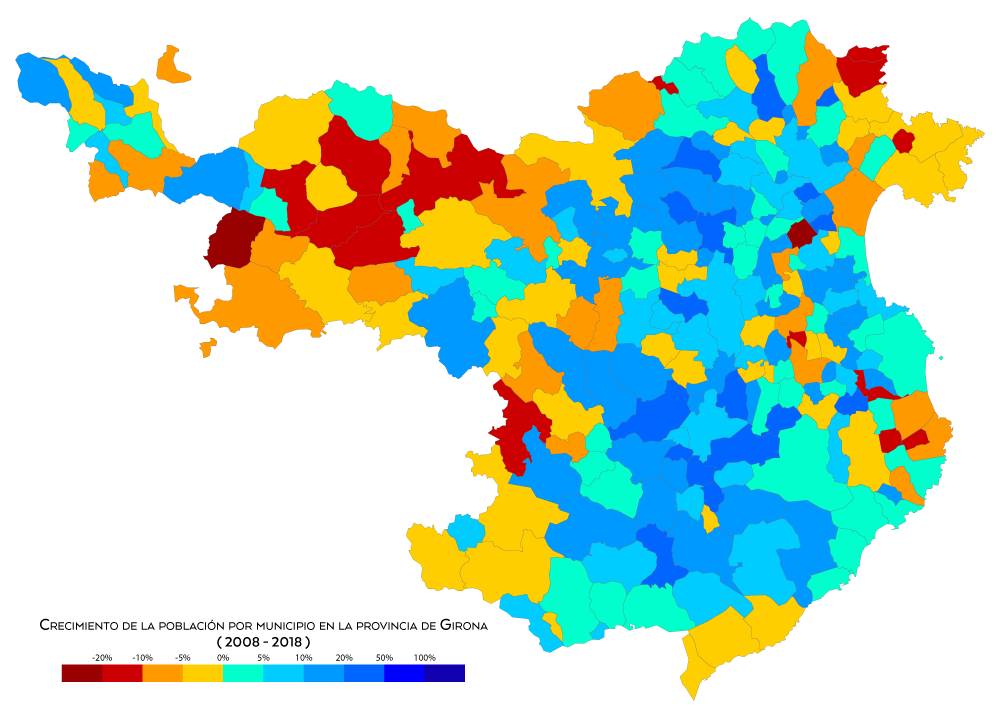
Crecimiento de la población entre 2008 y 2018